# Кадар и када
Ка́дар и када́ (араб. قدر و قضاء‎ —  судьба (рок) и приговор‎) — исламские термины, которыми обозначают предопределение всего сущего Аллахом. Согласно исламскому вероучению, Аллах принимает решение во всём и за всех, карая и милуя по своей воле. Все следующие за Аллахом существа имеют свободу воли. Только ангелы (малаика) лишены воли и беспрекословно подчиняются Богу.
Вера в предопределение Аллаха является одним из шести столпов имана, который обязателен для всех мусульман. В то же время все правоверные исламские богословы единогласны в том, что проблема и сущность Божественного предопределения не до конца может быть осознана человеческим разумом. Человеку не дано постичь Божественные атрибуты (сифат) и Его волю. На основании соответствующих хадисов пророка Мухаммада и отсутствия доказательной основы богословы рекомендовали не углубляться в суть этой проблемы.

## Этимология
Арабское слово кадар имеет много значений, в том числе «количество», «размер», «величину», «степень». В северо-западной семитской культуре термин означал «ограниченное пространство». В Коране этот термин обозначает «божественную предопределенность, распространяющуюся на все, что происходит в реальном мире, включая действия человека». Кадар употребляется в таких аятах Корана, как:
- «Ему принадлежит власть над небесами и землёй. Он не взял Себе сына и ни с кем не делил власть. Он сотворил всякую вещь и придал ей соразмерную (факаддараху) меру (или предопределил её)»[3];
- «Воистину, Мы сотворили каждую вещь согласно предопределению (бикадарин)»[4].

Слово када означает «приговор», «приказ» «судопроизводство» и употребляется в нескольких аятах Корана, например:
- «Твой Господь предписал (вакада) вам не поклоняться никому, кроме Него, и делать добро родителям. Если один из родителей или оба достигнут старости, то не говори им: „Тьфу!“ — не кричи на них и обращайся к ним почтительно»[5];
- «Он сотворил их (факадахунна) семью небесами за два дня и внушил каждому небу его обязанности. Мы украсили нижнее небо светильниками и оберегаем его (или для оберегания его). Таково предопределение Могущественного, Знающего»[6].

## Предопределение и свобода воли в различных школах
Развитие средневековой исламской мысли привело к возникновению различных воззрений по проблемам кадара и кады. Проблема предопределения стала одной из самых сложных проблем в каламе. Так как в Коране существуют как аяты, утверждающие тотальную зависимость человека от предначертания Аллаха, так и аяты, провозглашающие ответственность мусульманина за свои поступки, между различными школами средневекового калама велись бурные полемики по вопросам соотношения предопределения и человеческой воли. Развивались различные философские школы, видными представителями которых были мутазилиты.
В связи с появившейся насущной необходимостью идеологического противодействия различным направлениям религиозно-философской мысли и сектам представители суннитского правоверия (ашариты и матуридиты) также начали вырабатывать свои концепции по вопросу о предопределении.
Так, матуридиты утверждали, что кадар — изначальное и вечное знание Аллаха обо всех процессах и событиях, происходивших и происходящих в мироздании. Сущность всех событий и процессов заранее предопределена и одобрена Богом именно в том виде, в котором они и происходят. Предопределение неразрывно связано с такими атрибутами Бога, как Ильм (Знание) и Ирада (Воля). Согласно матуридитскому учению када — претворение в жизнь заранее предопределённого Аллахом события в тот момент, в который это событие должно произойти. Оно неразрывно с Божественным атрибутом таквин (способности сотворить). Таким образом, кадар, выражающий Божественную закономерность и меру, оказывается более широким понятием, нежели када, которая оказывается подчинённой этой закономерности.
Ашариты понимают кадар как сотворение того или иного события в конкретный период времен в соответствии с изначальным предопределением Аллаха. Када в ашаризме — извечное знание Аллаха обо всех событиях и процессах, которые произойдут в мироздании. Все эти события происходят с одобрения Аллаха, в соответствии с его Ильмом (Знанием). В соответствии с этим определением ашаритская када носит более широкий смысл и связана с Божественными атрибутами Ильма (Знания) и Ирады (Воли). Так как ашариты, в отличие от матуридитов, не признают Таквин (способность к сотворению) в качестве особого Божественного атрибута, то кадар у них связан с Божественным атрибутом Кудра (Всемогущества). По этой причине ашариты всегда ставят термин када перед кадаром.
Ашариты и матуридиты утверждают, что все события во вселенной происходят по воле Аллаха. Божественное предопределение претворяется в жизнь посредством различных творимых Аллахом причинно-следственных закономерностей. Все они составляют установленный Аллахом миропорядок, истинная суть которого известна только ему. Невозможно случайное происхождение какой-то вещи или события. Абсолютно свободным является только Аллах.
Божественное предопределение записано в Хранимой скрижали (Лавх аль-Махфуз). Об этом повествуют некоторые аяты Корана.
Согласно исламской доктрине, Аллах дал человеку разум и волю, благодаря которым он может совершать самостоятельные поступки, осознавать бытие Божье и сознательно совершать акты богослужения. Человек ответственен за все совершаемые им поступки, и за всё это в Судный день ему придётся держать ответ перед Творцом. Те, кто руководствуется божественным Законом (шариат), получат вознаграждение (аджал), а отвергнувшие его неверующие будут сурово наказаны.
Человеческая свобода не является абсолютной и подчинена власти Аллаха и созданной им закономерности. Ни одно событие не может произойти, если оно не было одобрено Богом в соответствии с его предопределением. Таким образом, с одной стороны, относительная человеческая свобода предусматривает подотчётность людей за свои действия, а с другой стороны, все события в мире, в том числе и действия людей, подчинены Божественному предопределению (кадар и када). Эти два постулата стали объектом бурной полемики в истории средневековой мусульманской мысли. Они положили начало возникновению различных философских школ и религиозных сект, выступавших против положений ортодоксального ислама. Уже в раннем исламе сформировалось два основных направления (джабариты и кадариты), получившие дополнительные ответвления, по данной проблеме. Так, например, джабариты полностью игнорировали свободу воли человека, возлагая ответственность за его поступки на Аллаха, а кадариты, противореча джабаритам, считали свободу воли человека абсолютной, не зависящей от изначальной предопределённости. Воззрения многих мутазилитов были схожими с кадаритскими.
Ортодоксальные исламские воззрения по проблеме свободы воли и предопределения были представлены в основном в учениях ашаритов и матуридитов, которые придерживались средней позиции между этими двумя крайностями. Ашариты и матуридиты признавали, с одной стороны, всеобщую предопределенность всего сущего бытия со стороны Творца, а с другой — ограниченную свободную волю человека. Близкую к ним позицию по этому вопросу занимали доктрины средневекового ханбалитского богослова Ибн Таймии и его последователей, а также «умеренных» шиитов.
Ашариты считали Аллаха единственным Творцом в мироздании. По этой причине человек не творит сам свои поступки, а на основании данной ему от Бога свободной воли желает и стремится к чему-то, и в соответствии с этим он приобретает (касб) то или иное своё деяние. В представлении ашаритов касб — соединение деяния, которое творится Богом, замышляется и исполняется человеком с волей Бога. Бог даёт человеку силу для совершения того или иного действия и сотворяет само действие. В конечном итоге человеческая воля подчинена Божественной. Свобода воли человека выражается в том, что, приобретая то или иное действие на основании своего выбора, человек становится хозяином того или иного своего поступка. Таким образом, творцом различных человеческих действий является Аллах, но человеческая воля непосредственно участвует в этом акте и приобретает деяние, которое человек сам для себя пожелал. По этой причине человек становится ответственным за свои поступки и будет за них отвечать перед Аллахом. В этом состоит суть ашаритской теории «сотворения и приобретения», признающей единственным Творцом Аллаха и не отвергающей наличие свободы выбора человека. Критики ашаритской теории заявляли, что она, несмотря на некоторые отличия, по сути, близка к доктрине джабаритов.
В вопросе сущности предопределения и человеческой свободы матуридиты занимают позицию между ашаритами и мутазилитами. Они считали, что касб творится силой, которую дал человеку Аллах, в то время как у ашаритов касб творится непосредственно самим Аллахом. По этой причине человек, на основании своего свободного выбора, сам творит своё деяние посредством силы, данной ему Богом. Поступок, совершённый человеком на основании своего выбора, и является волей Творца.
Воззрения Ибн Таймии и его последователей были близки к ашаритским и матуридитским. Они были единогласны с ними в том, что Бог является единственным творящим началом в мироздании и признавали наличие свободной воли и у человека. Ибн Таймия считал, что если сущность того или иного деяния согласуется с положениями шариата, то Аллах одобряет это действие, а если противоречит шариату, то не одобряет. Так как Бог создал человека свободным и ответственным за свои поступки, то и неодобрение поступка не означает того, что противоречащий шариату поступок человека не будет сотворён. Воля Аллаха может и не совпадать с его повелениями, но предпочтения и пожелания Аллаха совпадают с его приказами и запретами. Человек творит свои поступки самостоятельно, благодаря силе, которую ему дал Бог.
Шииты-джафариты и зейдиты также имеют свои доктрины по вопросу о кадаре и каде, которые близки к матуридийским.
В турецком языке понятие кадар (судьба, предопределение) передаётся словом «кисмет».